# Dicallaneura dilectissima
Dicallaneura dilectissima is een vlinder uit de familie van de prachtvlinders (Riodinidae), onderfamilie Nemeobiinae. De wetenschappelijke naam van de soort is voor het eerst geldig gepubliceerd in 1944 door Lambertus Johannes Toxopeus.